# Gare de Fougeray - Langon
Gare de Fougeray - Langon vasútállomás Franciaországban, Langon településen.

## Vasútvonalak
Az állomást az alábbi vasútvonalak érintik:
- Rennes–Redon-vasútvonal

## Kapcsolódó állomások
A vasútállomáshoz az alábbi állomások vannak a legközelebb:
- Gare de Messac - Guipry (Gare de Rennes, Rennes–Redon-vasútvonal)
- Gare de Beslé (Gare de Redon, Rennes–Redon-vasútvonal)